# Doliops daugavpilsi
Doliops daugavpilsi es una especie de escarabajo del género Doliops, familia Cerambycidae. Fue descrita científicamente por Barševskis en 2014.
Habita en Filipinas. Los machos y las hembras pueden medir 12,7-13 mm. El período de vuelo de esta especie ocurre en los meses de abril, mayo, septiembre, octubre, noviembre y diciembre.